# Марк Сміт
Марк Сміт (анг. Mark Smith) - британський автоспортивний інженер.
Народився 9 березня 1961 року. З 2011 року призначений технічним директором команди Формули-1 Caterham F1.